# GUN Records
GUN Records (zkratka pro Great Unlimited Noises) bylo německé hudební vydavatelství specializující-se na heavy metal, alternativní rock a styly jím příbuzné. Založila jej v roce 1992 dvojice Bogdan Kopec (DRAKKAR Promotion Musikverlag GmbH) a Wolfgang Funk. 
Pod tímto vydavatelstvím vydávali svá alba například All Ends, Apocalyptica, Depressive Age, Die Happy, Eagles of Death Metal, Guano Apes, Lordi, House of Spirits, Krisiun, Kreator, Mind Odyssey, Monkeys With Tools, Rage, Running Wild, U.D.O. a mnoho dalších.
V únoru 2009 zaniklo.